# Gia tộc Borgia
Gia đình Borgia (/ˈbɔːr(d)ʒə/ BOR-zhə, BOR-jə, tiếng Ý: [ˈbɔrdʒa]; tiếng Tây Ban Nha và tiếng Aragon: Borja [ˈboɾxa];tiếng Valencia: Borja [ˈbɔɾdʒa]) từng là một gia đình quý tộc gốc Tây Ban Nha - Aragon, đã vuơn tới đỉnh cao quyền lực ở nước Ý thời Phục Hưng. Gia đình này đến từ Aragon, với cái họ Borgia được lấy từ tên thị trấn Borja, khi đó thuộc Vương quyền Aragon (Crown of Aragon) ở Tây Ban Nha. Gia đình Borgia trở nên nổi bật trên trường chính trị và giáo hội trong thế kỷ 15 và 16, sản sinh ra hai vị giáo hoàng: Alfons de Borja, người cai trị với tông hiệu Giáo hoàng Calixtô III từ 1455–1458, và Rodrigo Lanzol Borgia, tức Giáo hoàng Alexanđê VI, từ 1492–1503.
Đặc biệt dưới thời trị vì của Alexanđê VI, họ bị nghi ngờ phạm nhiều tội danh, bao gồm thông dâm, loạn luân, mua bán chức tước tòa thánh, trộm cắp, hối lộ, và giết người (đặc biệt là giết người bằng cách hạ độc thạch tín). Vì quyền lực của mình, họ đã trở thành kẻ thù của gia tộc Medici, gia tộc Sforza, và tu sĩ Girolamo Savonarola của Dòng Đa Minh, cùng những người khác. Họ cũng là những người bảo trợ nghệ thuật, đã đóng góp vào sự phát triển của nghệ thuật thời Phục Hưng. Gia đình Borgia nổi bật trong lịch sử là chìm trong tội lỗi và vô đạo đức khét tiếng, tuy nhiên có bằng chứng cho thấy rằng việc khắc họa một chiều này là kết quả của những chỉ trích đương thời không đúng đắn.

## Lịch sử

### Thời kỳ đầu
Borja là một dòng họ quý tộc xuất phát từ thị trấn Borja, Zaragoza thuộc Vương quyền Aragon. Có nhiều quan điểm vô căn cứ cho rằng dòng họ này có nguồn gốc Do Thái. Một trong những người cổ súy cho những tin đồn này là Giáo hoàng Giuliô II, các đối thủ chính trị cũng thường xuyên mô tả dòng họ này là ''marrano'' (những người Do Thái ở Tây Ban Nha và Bồ Đào Nha thời Trung Cổ bị bắt cải đạo sang Công giáo nhưng vẫn bí mật thờ phụng đạo Do Thái). Những tin đồn này tồn tại hàng thế kỷ trong văn hóa đại chúng, được nhắc đến trong Semi-Gotha năm 1912. Bản thân gia đình này đã tuyên truyền giả mạo rằng nguồn gốc phả hệ của mình thuộc dòng dõi quân chủ thế kỷ 12 của Vương quốc Aragon là Pedro de Atarés, Lãnh chúa xứ Borja, một người thực tế đã chết mà không có con.

### Alfons
Alfons de Borja (1378–1458) là con của Francina Llançol và Domingo de Borja ở La Torreta, Canals, khi đó thuộc Vương quốc Valencia.
Alfons de Borja từng là giáo sư luật tại Đại học Lleida, sau đó trở thành một nhà ngoại giao cho các vị vua của Aragon trước khi đảm nhiệm chức hồng y. Khi đã lớn tuổi, ông được bầu làm Giáo hoàng Callixtus III vào năm 1455 với tư cách là một ứng cử viên thỏa hiệp và trị vì chỉ trong vòng 3 năm, cho đến khi ông qua đời vào năm 1458.

### Rodrigo
Rodrigo Borgia (1431–1503) sinh ra ở Xàtiva, cũng thuộc Vương quốc Valencia, là con của Isabel de Borja i Cavanilles và Jofré Llançol i Escrivà. Ông đã học luật tại Bologna và được cậu mình là Alfons Borgia - Giáo hoàng Calixtô III chỉ định vào chức vụ hồng y. Ông được bầu làm Giáo hoàng năm 1492, lấy tôn hiệu là Alexanđê VI. Khi còn là hồng y, ông đã duy trì mối quan hệ bất chính lâu dài với Vannozza dei Cattanei, họ có với nhau bốn đứa con: Giovanni; Cesare; Lucrezia; và Gioffre. Rodrigo cũng có con với vài người phụ nữ khác, trong đó có một con gái với tình nhân của mình là Giulia Farnese.
Giáo hoàng Alexanđê VI được công nhận là một chính trị gia và nhà ngoại giao tài ba. Tuy nhiên, ông đã bị chỉ trích rộng rãi trong thời gian trị vì của mình vì chi tiêu quá mức, mua bán các chức tước của Tòa thánh, thói dâm ô và chủ nghĩa gia đình trị. Với cương vị Giáo hoàng, ông đã tìm cách để có được nhiều quyền lực và của cải cho cá nhân ông nói riêng và vị trí giáo hoàng nói chung, thường trực tiếp làm giàu và quý tộc hóa dòng họ Borgia. Ông bổ nhiệm con trai mình, Giovanni, làm Tổng chỉ huy quân đội giáo hoàng, đại diện quân sự quan trọng nhất của ông, và lập một người con trai khác, Cesare, làm hồng y. Alexanđê lợi dụng việc hôn nhân của các con mình để xây dựng liên minh với các gia đình quyền lực ở Ý và Tây Ban Nha. Khi đó, gia đình Sforza, vốn bao gồm phe Milano, là một trong những thế lực mạnh nhất ở châu Âu, vì vậy Alexanđê đã liên kết hai gia đình bằng cách gả Lucrezia cho Giovanni Sforza. Ông cũng tác thành con trai út của mình là Gioffre xứ Vannozza với Sancha xứ Aragon của Vương quyền Aragon và Napoli. Ông đã thiết lập mối liên kết gia đình thứ hai với hoàng gia Tây Ban Nha thông qua cuộc hôn nhân của Giovanni trong giai đoạn xung đột dai dẳng giữa Pháp và Tây Ban Nha về Vương quốc Napoli.
Có thông tin cho rằng dưới thời cai trị của Alexanđê VI, nhà Borgia đã tổ chức các bữa tiệc thác loạn trong cung điện Vatican. "Banquet of Chestnuts" (bữa tiệc hạt dẻ) được coi là một trong những lễ hội đáng kinh ngạc nhất của loại này. Johann Burchard báo cáo rằng có năm mươi gái bao đã có mặt để chiêu đãi các vị khách dự tiệc. Người ta cho rằng không chỉ có mặt Giáo hoàng mà còn có hai người con của ông, Lucrezia và Cesare. Tuy nhiên, các nhà nghiên cứu khác, chẳng hạn như Đức ông Peter de Roo (1839–1926), đã bác bỏ tin đồn "năm mươi gái bao" vì nó mâu thuẫn với tính cách về cơ bản là tử tế của Alexanđê VI.
Giáo hoàng Alexanđê VI qua đời tại Rome vào năm 1503 sau khi mắc một căn bệnh, thường được cho là bệnh sốt rét. Hai trong số những người kế vị Alexanđê, Xíttô V và Urbanô VIII, mô tả ông là một trong những giáo hoàng kiệt xuất nhất kể từ sau Thánh Phêrô.

### Cesare
Cesare là con trai thứ hai của Rodrigo Borgia với Vannozza dei Cattanei. Cesare được hưởng sự giáo dục theo đúng kế hoạch mà cha mình vạch sẵn: được các gia sư dạy dỗ ở Rome đến khi 12 tuổi. Anh lớn lên trở thành một người đàn ông quyến rũ, giỏi quân sự và chính trị. Anh đã học luật và khoa học nhân văn tại Đại học Perugia, sau đó đến Đại học Pisa để học thần học. Ngay khi anh tốt nghiệp đại học, Rodrigo đã đưa anh lên làm hồng y.

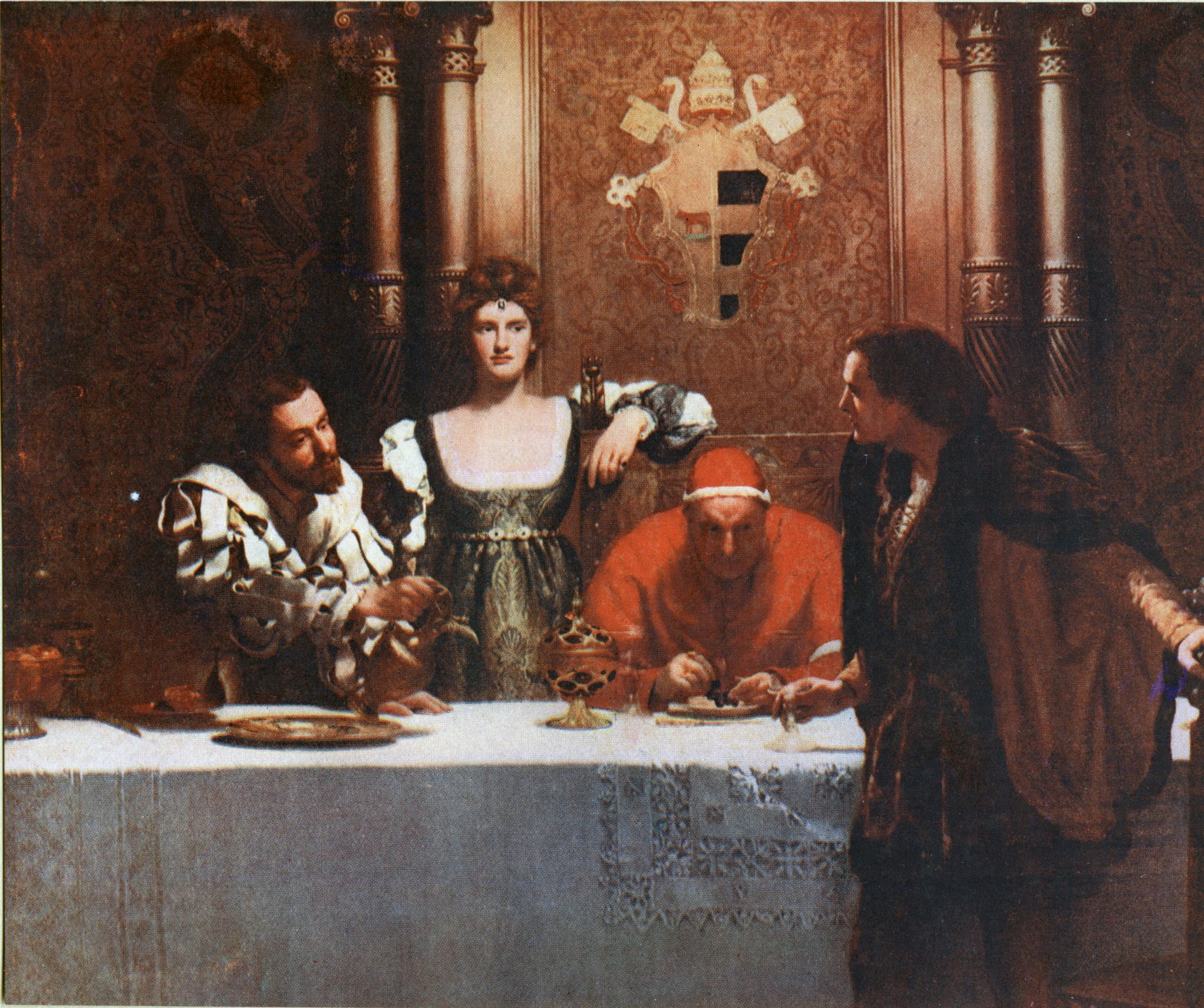
Họa phẩm của John Collier, "A glass of wine with Caesar Borgia", từ trái sang: Cesare Borgia, Lucrezia, Giáo hoàng Alexanđê, và một người đàn ông trẻ cầm một chiếc ly rỗng. Bức tranh thể hiện quan điểm phổ biến về bản chất phản trắc của nhà Borgia - ngụ ý rằng chàng trai trẻ không thể chắc chắn rằng rượu không bị nhiễm độc.

Cesare bị nghi ngờ đã giết anh trai mình là Giovanni, nhưng không có bằng chứng rõ ràng để xác nhận việc này. Cái chết của Giovanni đã dọn đường cho Cesare trở thành giáo dân và nhận được những ân huệ mà anh trai đã được nhận từ cha, Giáo hoàng Alexanđê VI. Mặc dù Cesare đã là một hồng y, anh từ bỏ chức vụ Tòa thánh để nắm lấy quyền lực và vị trí mà Giovanni từng giữ: condottiero. Anh cuối cùng đã kết hôn với công chúa người Pháp Charlotte d'Albret.
Sau cái chết của Alexanđê năm 1503, Cesare đã can thiệp việc lựa chọn vị Giáo hoàng tiếp theo. Anh cần một ứng cử viên không đe dọa kế hoạch thành lập công quốc của riêng mình ở miền Trung nước Ý. Ứng cử viên của Cesare (Pius III) đã trở thành Giáo hoàng, nhưng qua đời chỉ 1 tháng sau. Khi đó Cesare bị buộc phải ủng hộ Giuliano della Rovere. Vị hồng y đã hứa với Cesare rằng ông có thể giữ tất cả các tước vị và bổng lộc của mình. Sau đó, della Rovere phản bội Cesare và trở thành kẻ thù lớn nhất của anh.
Cesare chết năm 1507, tại Lâu đài Viana ở Navarre, Tây Ban Nha, khi đang bao vây đội quân nổi loạn của Bá tước de Lerín. Lâu đài do Louis de Beaumont nắm giữ vào thời điểm nó bị Cesare Borgia và đội quân 10.000 người của Vua John bao vây vào năm 1507. Để cố gắng phá vỡ thành lũy tự nhiên, cực kỳ vững chắc của lâu đài, Cesare đã tính đến một cuộc tấn công bất ngờ và liều lĩnh. Anh đã bị giết trong trận chiến, trong khi quân đội của anh ta không thể chiếm được lâu đài.

### Lucrezia
Lucrezia sinh ra ở Subiaco, Italy là con của hồng y Rodrigo Borgia và người tình người La Mã Vannozza dei Catanei. Trước khi bước vào tuổi 13, bà đã được đính hôn với hai hoàng tử Tây Ban Nha. Sau khi cha bà trở thành Giáo hoàng, bà đã kết hôn với Giovanni Sforza năm 1493 khi 13 tuổi. Đây là một cuộc hôn thú chính trị điển hình để củng cố quyền lực của Alexanđê; tuy nhiên, khi Giáo hoàng Alexanđê VI không cần nhà Sforza nữa, cuộc hôn nhân bị bãi bỏ vào năm 1497 với lý do đáng ngờ rằng họ chưa động phòng.
Ngay sau đó cô dính vào một vụ bê bối liên quan đến mối quan hệ bị cáo buộc của cô với Pedro Calderón, một người Tây Ban Nha thường được gọi là Perotto. Thi thể của ông được tìm thấy ở Tiber vào ngày 14 tháng 2 năm 1498, cùng với thi thể của một trong những người hầu gái của Lucrezia. Có khả năng Cesare giết họ vì vụ ngoại tình sẽ làm hỏng cuộc đàm phán hôn nhân khác đang được tiến hành lúc đó. Trong thời gian này, có tin đồn lan truyền cho rằng một đứa trẻ sinh ra vào thời điểm này, Giovanni Borgia, còn được gọi là Infans Romanus (đứa con của Rome) là của Lucrezia.
Cuộc hôn nhân thứ hai của Lucrezia là với vị thân vương trẻ và giàu có Alfonso của Aragon, cho phép gia tộc Borgia thiết lập liên minh với gia đình quyền lực khác. Tuy nhiên, mối quan hệ này cũng không kéo dài lâu. Cesare mong muốn thắt chặt quan hệ với nước Pháp và hoàn toàn cắt đứt với Vương quốc Napoli. Khi cha của Alfonso trở thành vua của Vương quốc Napoli, người chồng trẻ này gặp nguy hiểm lớn. Mặc dù thoát chết một lần nhưng Alfonso cuối cùng vẫn bị bóp cổ ngay trong căn nhà của mình.
Người chồng thứ ba và cũng là cuối cùng của Lucrezia là Alfonso I d'Este, Công tước xứ Ferrara. Sau khi cha cô chết năm 1503, cô sống một cuộc đời tự do ở Ferrara cùng chồng và các con. Thật không may, việc mang thai của cô ấy rất khó khăn và cô ấy đã mất vài đứa con khi mới lọt lòng. Cô qua đời năm 1519, 10 ngày sau khi đứa con út tên là Isabella Maria ra đời và không sống được. Cô được trôn cất trong lăng mộ cùng Isabella và Alfonso. Lucrezia bị đồn là một kẻ đầu độc khét tiếng và cô trở nên nổi tiếng nhờ tài mưu lược chính trị. Tuy nhiên, một số người theo chủ nghĩa xét lại gần đây đã có cái nhìn thiện cảm ơn với cô, cho rằng cô ấy là nạn nhân của sự lừa dối của gia đình mình.

### Các thành viên khác
- Rodrigo de Borja (sinh 1349), đứng đầu dòng họ Borja, cụ của Rodrigo (Giáo hoàng Alexanđê VI).
- Rodrigo Gil de Borja y Fennolet (sống ở cuối thế kỷ 14), con trai của Rodrigo, thẩm phán xứ Xativa.
- Jofré Llançol i Escrivà (sinh khoảng 1390 – mất 1436 hoặc 1437), con trai của Rodrigo Gil; cha của Rodrigo (Giáo hoàng Alexander VI) và Pedro Luis.
- Pedro Luis de Borja (1432 – 1458), Công tước xứ Spoleto và Hầu tước xứ Civitavecchia.
- Roderic de Borja i Escrivà (? – 1478)
- Pier Luigi de Borgia, Công tước thứ nhất của Gandía (1458 hoặc 1460 – 1488 hoặc 1491).
- Giovanni Borgia, Công tước thứ hai của Gandia (1474 hoặc 1476 – 1497)
- Gioffre Borgia (1482 – 1516), con trai Giáo hoàng Alexanđê VI và em trai của Cesare Borgia và Lucrezia Borgia. Ông đã kết hôn với Sancha xứ Aragon, con gái của Alfonso II xứ Napoli, nhận được của hồi môn là cả Thân vương quốc Squillace (1494) và Công quốc Alvito (1497). Sau đó ông lấy Maria de Mila y Aragón, và có một đứa con trai với bà là Francesco Borgia.
- Angela Borgia or Angela de Borja (khoảng 1486 – khoảng 1520–1522), phu nhân của Sassuolo.
- Enrique de Borja y Aragón (1518 – 1540)
- Francis Borgia, Công tước thứ tư của Gandía (1510 – 1572), chắt của Giáo hoàng Alexanđê VI. Trở thành người tổ chức giàu năng lực của Dòng Tên. Được phong thánh bởi Clement X thành "Thánh Francis Borgia" vào ngày 20 tháng 6, 1670.[22]
- Juan de Borja y Castro (1533 – 1606)
- Tomás de Borja y Castro (1551 – 1610)
- Juan Buenaventura de Borja y Armendia (1564* – 1628)
- Íñigo de Borja (1575 – 1622), chắt của Francis và anh trai của Gaspar.
- Gaspar de Borja y Velasco (1580 – 1645), sinh ra ở Villalpando, Tây Ban Nha. Không giống nhiều họ hàng của mình, Gaspar thích viết họ mình là "Borja" theo tiếng Tây Ban Nha. Ông từng làm Giáo trưởng Tây Ban Nha, Tổng giám mục Seville và Tổng giám mục và Phó vuơng Napoli.
- Francisco de Borja y Aragón (1581 – 1658)
- Fernando de Borja y Aragón (1583 – 1665)
- Arturo Borja Pérez (1892 – 1912), nhà thơ Ecuador, là thành viên của nhóm "Generación decapitada" (Thế hệ bị chặt đầu).
- Rosa Borja de Ycaza (1889 – 1964), nữ nhà văn, người viết tiểu luận, nhà soạn kịch, nhà xã hội học, thi sĩ, tiểu thuyết gia và nhà hoạt động nữ quyền người Ecuador.
- Luz Elisa Borja Martínez (1903–1927), nhà thơ, nhạc công piano, họa sĩ và nhà điêu khắc Ecuador.
- Rodrigo Borja Cevallos (1935), cựu Tổng thống Cộng hòa Ecuador.

## Hình ảnh

Phù hiệu áo giáp của Công tước xứ Gandía.
Phù hiệu áo giáp của Công tước xứ Valentinois
Phù hiệu áo giáp của Cesare Borgia, Công tước xứ Romagna và Valentinois, Thống lĩnh Đội cận vệ Tòa thánh
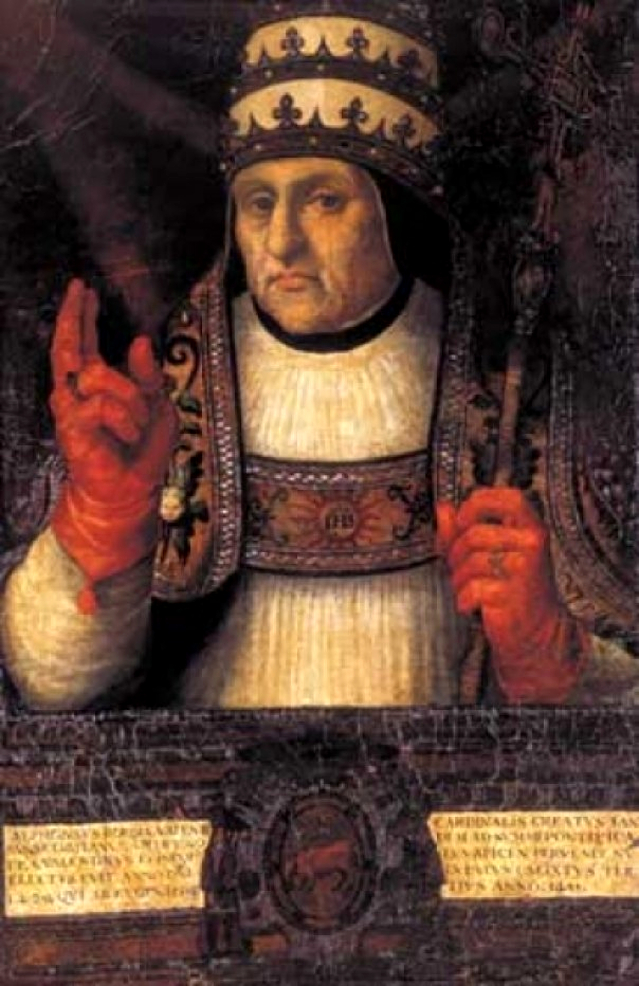
Alfons de Borja Giáo hoàng Calixtô III
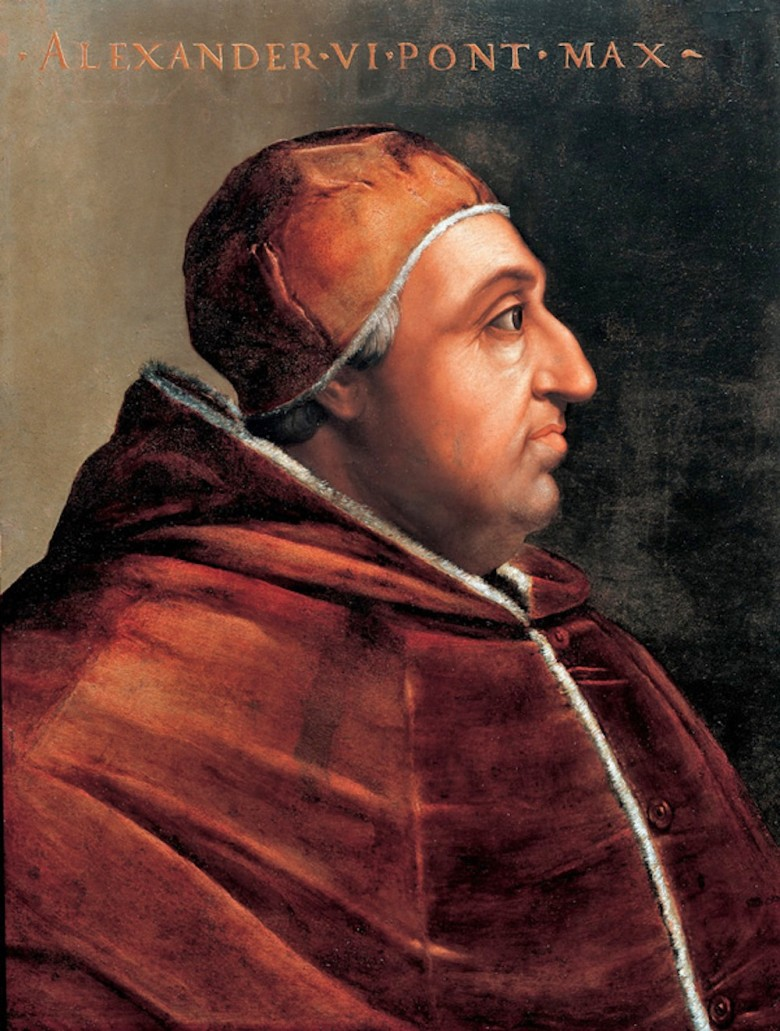
Rodrigo Borja Giáo hoàng Alexanđê VI, cha của Cesare, Giovanni, Lucrezia và Gioffre.
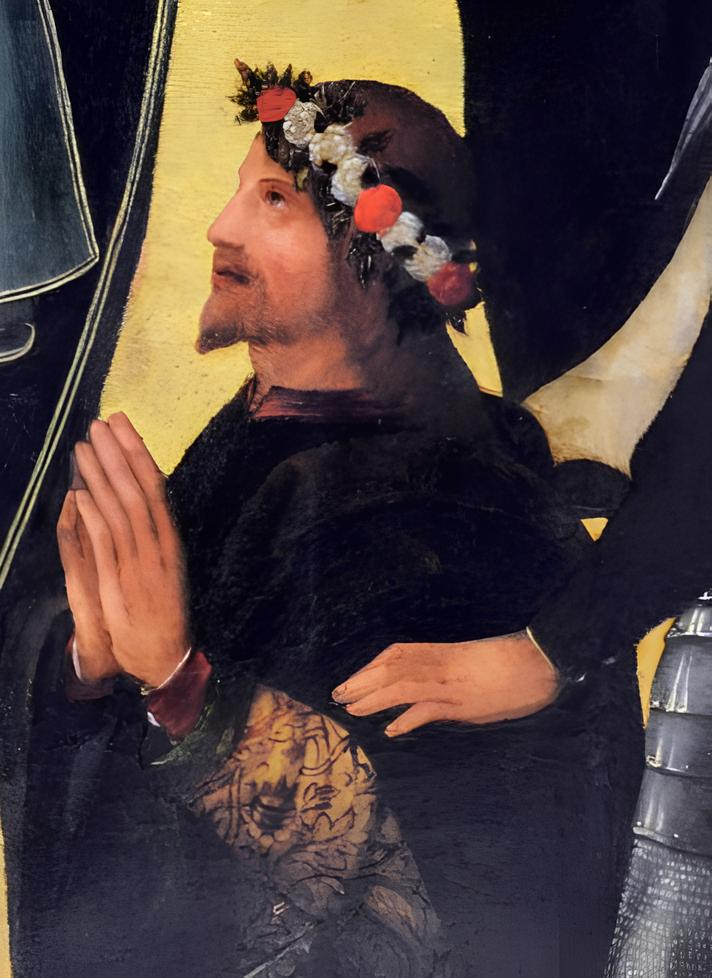
Giovanni Borgia Công tước thứ hai xứ Gandia
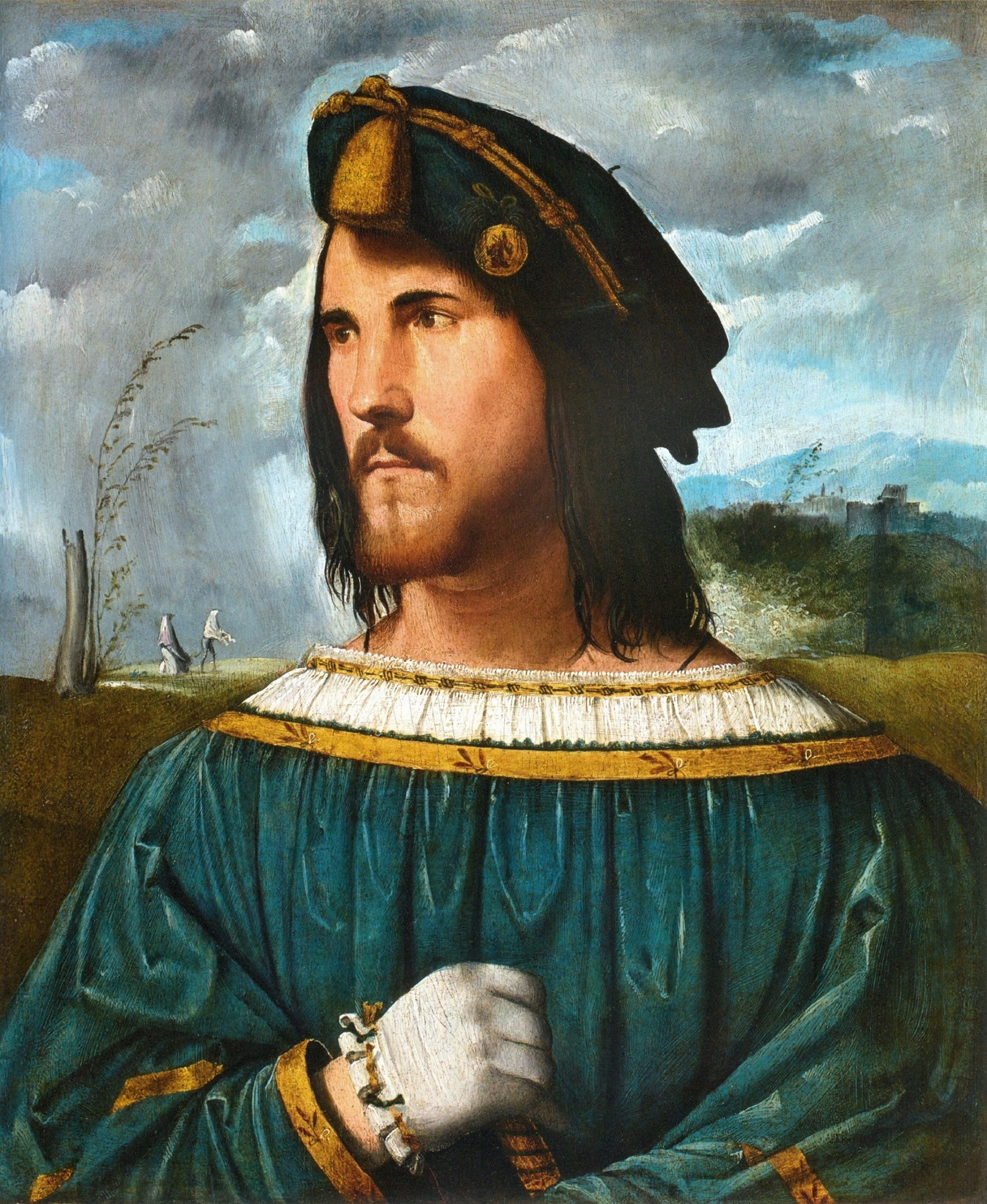
Bức tranh sơn dầu Portrait of Gentleman vẽ Cesare Borgia Công tước xứ Valentinois
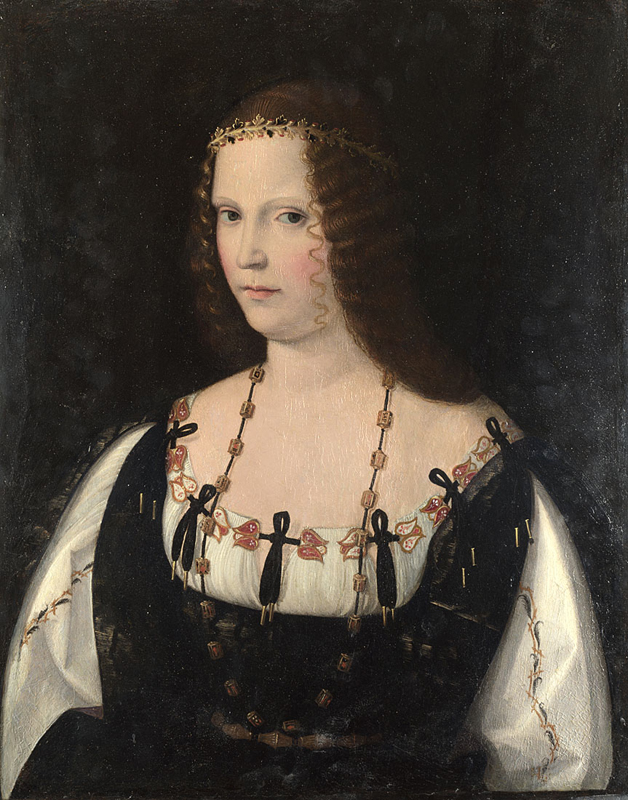
Lucrezia Borgia Nữ công tước xứ Ferrara và Modena
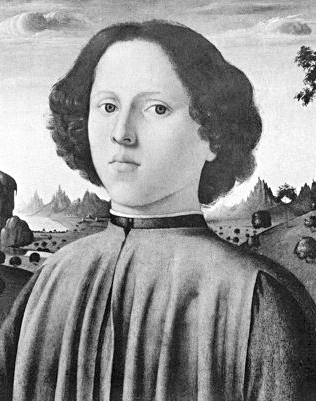
Gioffre Borgia Thân vương xứ Squillace
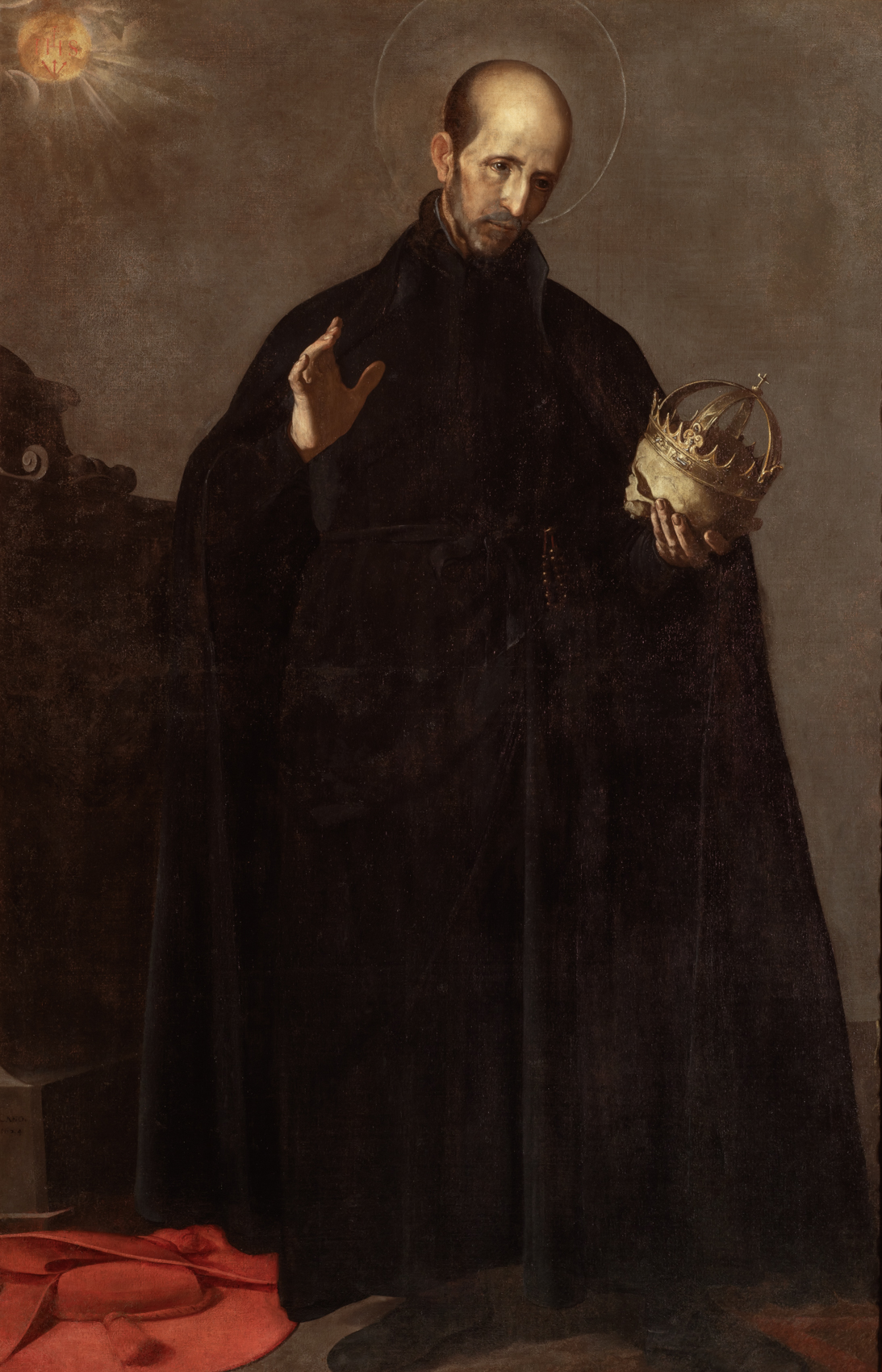
Francisco Borgia Thánh Francis Borgia, tu sĩ Dòng Tên, Công tước thứ tư xứ Gandia
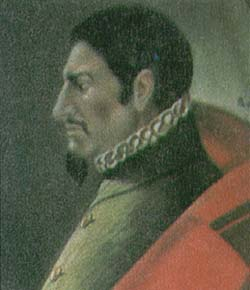
Juan Buenaventura de Borja Chủ tịch Real Audiencia de Santa Fe de Bogotá
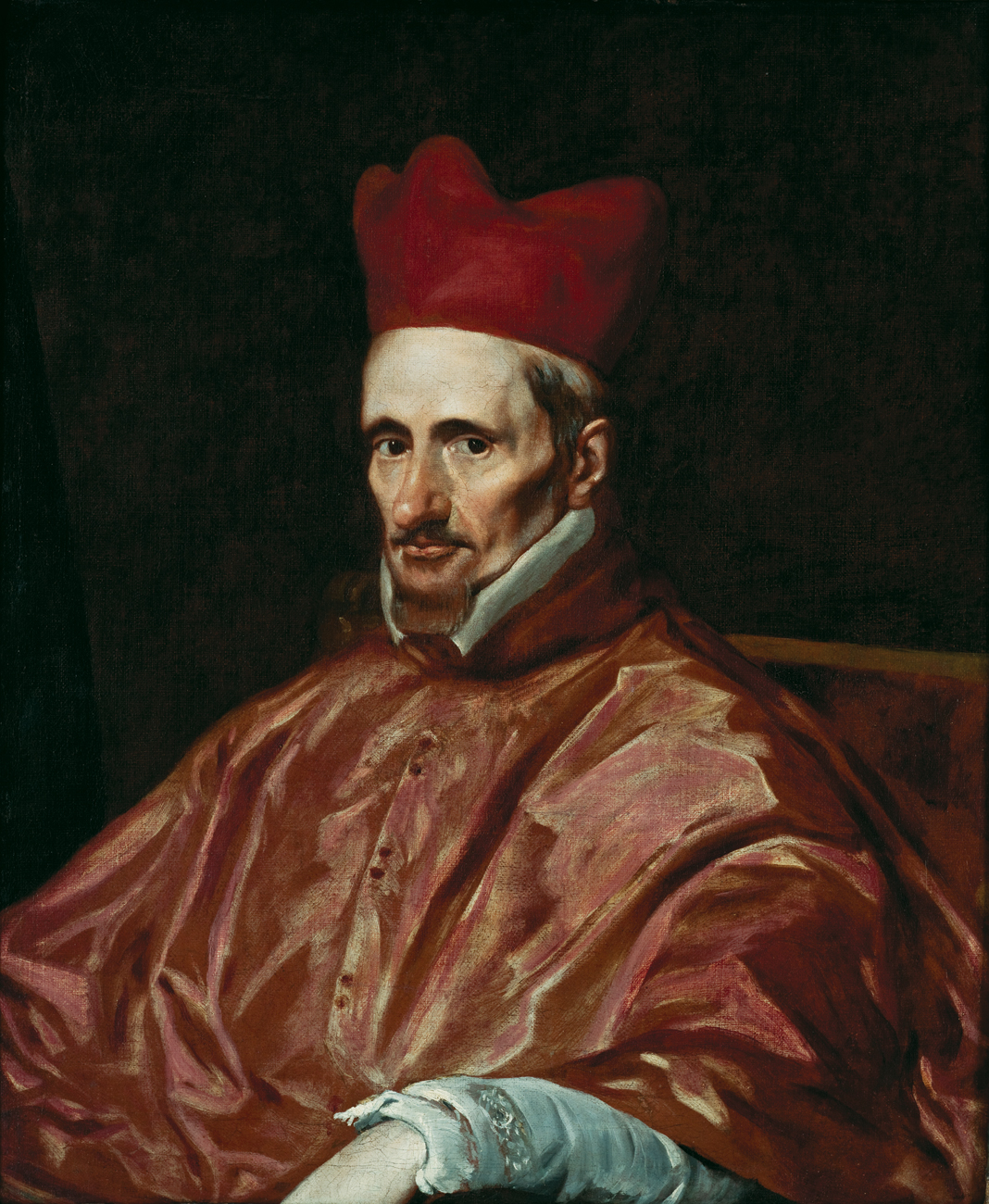
Gaspar de Borja y Velasco Hồng y, GIáo chủ Tây Ban Nha, Tổng giám mục Seville, Tổng giám mục và Phó vương Naples
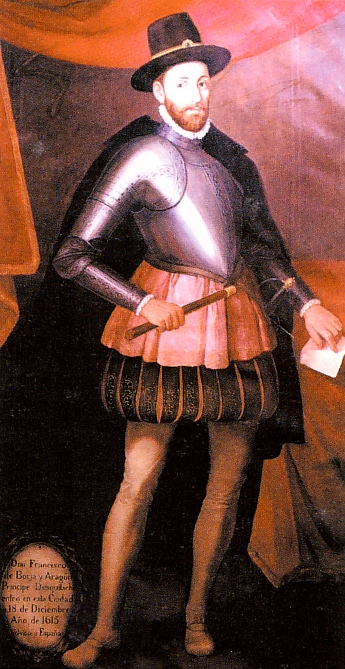
Francisco de Borja y Aragón Hoàng tử xứ Squillace và Phó vương Peru

## Trong văn hóa đại chúng
Gia đình Borgia khá khét tiếng trong thời đại của họ, và là nguồn cảm hứng cho nhiều tác phẩm văn hóa đại chúng. Trong đó bao gồm các tiểu thuyết như City of God: A Novel of the Borgias (1979) của Cecelia Holland hay Summer of Night (1991) của Dan Simmons, các vở kịch, vở opera, truyện tranh, phim ảnh như The Borgia (2006), loạt phim truyền hình như Borgia (2011) và The Borgias (2011) trên Showtime, và trò chơi điện tử như Assassin's Creed: Brotherhood (2010) của Ubisoft.